# Terroles
Terroles település Franciaországban, Aude megyében. Lakosainak száma 14 fő (2022. január 1.). Terroles Missègre, Peyrolles, Saint-Polycarpe, Valmigère és Véraza községekkel határos.

## Népesség
A település népessége az elmúlt években az alábbi módon változott:
| Lakosok száma | 34   | 31   | 22   | 16   | 14   | 16   | 17   | 16   | 15   | 14   |
|               | 1968 | 1982 | 1990 | 2006 | 2013 | 2015 | 2017 | 2019 | 2020 | 2022 |